# Pocking
Pocking ist eine Stadt im niederbayerischen Landkreis Passau und liegt nahe der Rott, die einen Teil der Stadtgrenze im Norden von Pocking darstellt. Die Stadt gilt als Hauptort der Rottaler Pferdezucht.

## Geographie

### Geographische Lage
Die Stadt liegt inmitten der Pockinger Heide, einer weitläufigen, fruchtbaren Ebene. Zwei Flüsse, die Rott und der Inn fließen nahe an Pocking vorbei, außerdem wird die Stadt gern als der Mittelpunkt des niederbayerischen Bäderdreiecks bezeichnet. Pocking befindet sich rund 30 km südlich von Vilshofen an der Donau, 25 km südwestlich von Passau, 12 km vom oberösterreichischen Schärding, 25 km nordöstlich von Simbach am Inn und 30 km östlich von Pfarrkirchen.

### Gemeindegliederung
Es gibt 68 Gemeindeteile:
- Anzing
- Aumühle
- Ausbach
- Bärnau
- Beham
- Berg
- Bruckhof
- Brunnader
- Doblham
- Edt
- Eggersham
- Erben
- Felding
- Gerau
- Gern
- Gstetten
- Haar
- Haid
- Haidhäuser
- Haidzing
- Hartkirchen
- Hub
- Hund
- Inzing
- Kapfham
- Koj
- Kojmühle
- Kollmannsöd
- Königswiese
- Kühnham
- Leithen
- Maierhof
- Mitterrohr
- Mooshaus
- Neuindling
- Niederindling
- Nöham
- Oberindling
- Oberrohr
- Oed
- Pfaffenhof
- Pfaffing
- Pimshof
- Pocking
- Poxöd
- Prenzing
- Reindlöd
- Reisting
- Reith
- Rottau
- Rottwerk
- Rutzing
- Schlupfing
- Schnellham
- Schönburg
- Spitzöd
- Stadlöd
- Steindorf[3]
- Tannenbaum
- Thalling
- Unterrohr
- Veicht
- Viehweid
- Wasen
- Wolfing
- Wollham
- Zell
- Zieglhaus

### Nachbargemeinden
- Bad Füssing
- Kirchham
- Rotthalmünster
- Tettenweis
- Ruhstorf an der Rott
- Neuhaus am Inn
- Suben (SD) , (OÖ ) , (AT )
- Sankt Marienkirchen bei Schärding (SD) , (OÖ ) , (AT )
- Antiesenhofen (RI) , (OÖ ) , (AT )

## Geschichte

### Bis zur Gemeindegründung
Bereits im 1. Jahrhundert wurde im Gebiet des späteren Pocking eine römische Siedlung gegründet, im 6. Jahrhundert ließen sich die Bajuwaren hier nieder. Für das Jahr 820 ist die erste urkundliche Erwähnung belegt, als ein Perthelm seinen Besitz „ad pochingas“ dem Kloster Mondsee zum Geschenk machte.
Seit dem 13. Jahrhundert war Pocking Sitz einer Hofmark, die zeitweise im Besitz der Herren von Rottau war. 1806 wurde Pocking Sitz einer eigenen katholischen Pfarrei. Seit 1824 bildet Pocking eine eigene politische Gemeinde.

### 19. und 20. Jahrhundert

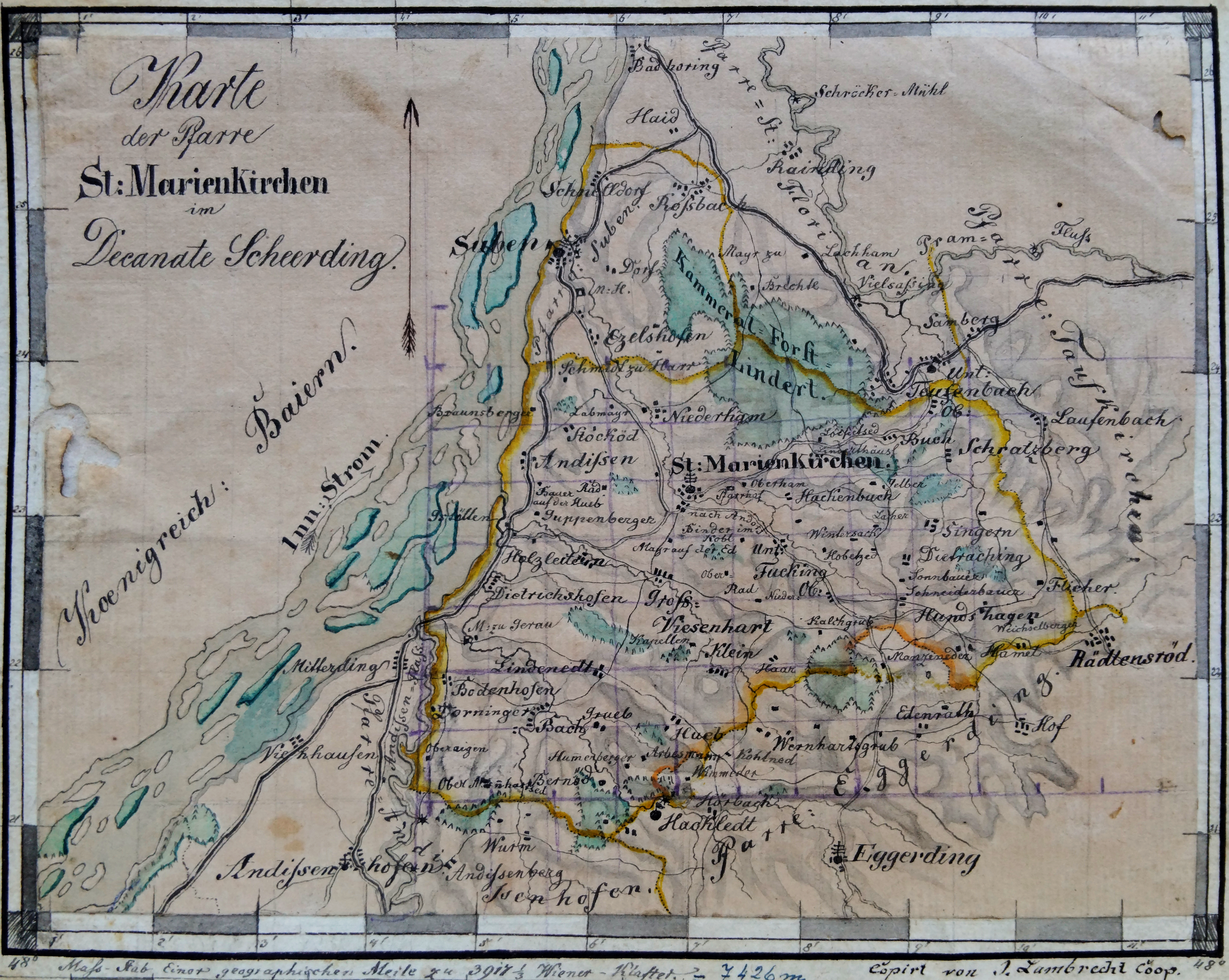
Der von zahlreichen Inseln und Nebenarmen geprägte Lauf des Unteren Inn bei Pocking auf einer österreichischen Landkarte von 1845.

In der zweiten Hälfte des 19. Jahrhunderts begann man, den bis dahin von zahlreichen Inseln und Nebenarmen geprägten Lauf des Unteren Inn durch Eindämmungen und andere wasserbauliche Maßnahmen zu einem einzigen großen Flussbett zusammenzuführen. Diese Maßnahmen erfolgten von 1862 bis 1930. Zudem spielte der Fluss als Transportweg eine immer geringere Rolle, da die Schifffahrt durch die damals errichteten Eisenbahnstrecken der Rottal- und Kronprinz Rudolf-Bahn sowie den zunehmenden Ausbau des Straßennetzes verdrängt wurde.
1879 erhielt Pocking einen Eisenbahnanschluss, wodurch der Viehhandel aufblühte. Pocking wurde durch seinen Rinder- und späteren Pferdemarkt zu einem Zentrum der Viehzucht, was 1908 zum Bau einer eigenen Versteigerungshalle führte.
Während der Zeit des Nationalsozialismus befand sich in Pocking ein Außenlager des Konzentrationslagers Flossenbürg.
Nach dem Ende des Zweiten Weltkriegs 1945 wurde auf dem Lagergelände ein DP-Lager eingerichtet für jüdische so genannte „Displaced Persons“. Mit einer Zahl von bis zu 7645 Bewohnern im Jahr 1946 war das Lager Pocking das zweitgrößte DP-Lager in Deutschland nach Bergen-Belsen. Das Lager Pocking wurde im Februar 1949 aufgelöst.
Am 2. Oktober 1971  wurde Pocking zur Stadt erhoben. Im Zuge der Gebietsreform in Bayern erfolgte neben der Stadterhebung auch die freiwillige Eingliederung der Gemeinden Kühnham (am 1. April 1971), Indling und des Marktes Hartkirchen (beide am 1. Oktober 1971).

### Einwohnerstatistik
Im Zeitraum 1988 bis 2018 wuchs die Stadt von 11.319 auf 15.967 um 4.648 Einwohner bzw. um 41,1 %.

### Konfessionsstatistik
Ende 2022 hatten 52,0 % der Einwohner die katholische und 12,2 % die evangelische Konfession. 35,8 % gehörten entweder einer anderen Glaubensgemeinschaft an oder waren konfessionslos.

## Politik

### Stadtrat
Bei der Kommunalwahl vom 15. März 2020 haben von den 12.737 stimmberechtigten Einwohnern in Pocking, 6.072 von ihrem Wahlrecht Gebrauch gemacht, womit die Wahlbeteiligung bei 47,67 % lag. Das Wahlergebnis führte zu folgender Sitzverteilung:

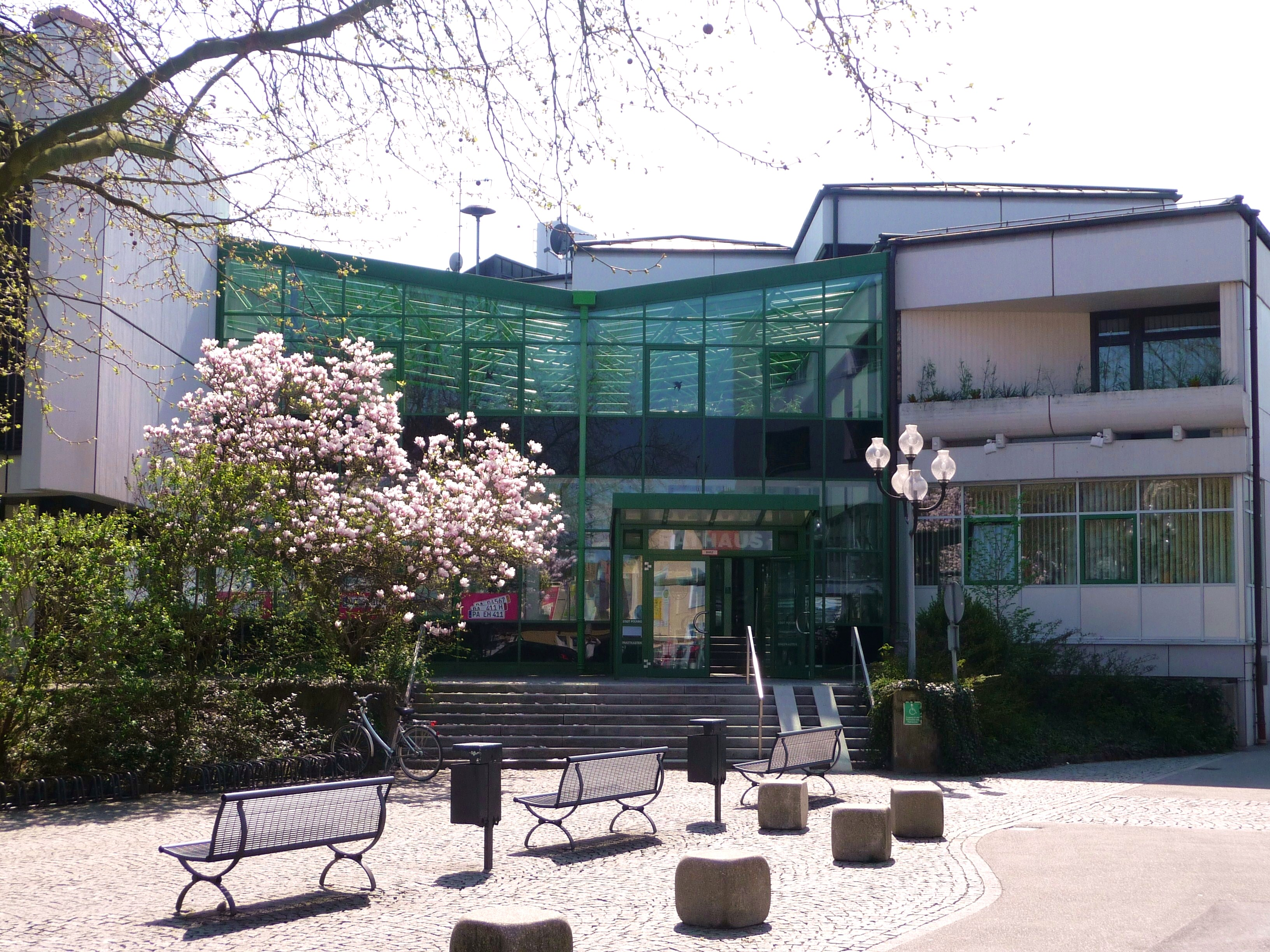
Das Rathaus von Pocking

- CSU: 6
- UB: 4
- HWE: 3
- JL: 3
- SPD: 2
- ÖDP: 2
- FWGK: 2
- IWG: 1
- FDP: 1

ÖDP einschließlich PU

### Bürgermeister
- bis 2008: Josef Jakob (CSU)
- ab 2008: Franz Krah (Unabhängige Bürger)

Bei der Kommunalwahl vom 15. März 2020 wurde Franz Krah mit 58,84 % der Stimmen zum Ersten Bürgermeister wiedergewählt.

### Wappen
| Wappen von Pocking | Blasonierung: „Gespalten in Blau und Silber; vorne über drei goldene Wellenleisten ein nach links gewendeter goldener Halbmond, darunter ein aus dem unteren Schildrand wachsender nach links gewendeter silberner Pferdekopf; hinten unter einem erhöhten roten Schrägbalken eine bewurzelte grüne Eiche mit drei goldenen Eicheln, belegt mit zwei schräg gekreuzten blauen Schlüsseln.“ |
| Wappen von Pocking | Wappenbegründung: Bereits in karolingischer Zeit ist Pocking urkundlich erwähnt. Im Jahre 820 schenkte „Perhthelm“ alle seine Güter „ad pochingas“ dem Kloster Mondsee, dessen Wappen eine Goldene Mondsichel und drei goldene Wellen auf blauem Grund sind. Pocking, Hauptsitz der Rottaler Pferdezucht, symbolisiert durch den silbernen Pferdekopf, blickt auf eine reiche geschichtliche Vergangenheit zurück. Die Entwicklung seit dem späten Mittelalter wird durch das Wappen der Herren von Rottau (roter Schrägbalken in Silber) sinnbildlich dargestellt. Sie waren Besitzer der Hofmark Pocking. Das Wappen des Marktes Hartkirchen ist versinnbildlicht durch die beiden Schlüssel, die auf das Patronat St. Peter hinweisen. Die stilisierte Eiche betont, dass noch im ausgehenden Mittelalter der Ort als Stätte eines Ehaftsgerichts des Gerichts Griesbach urkundlich nachweisbar ist. Sie ist zugleich redend für den Ortsnamen, der von „Hart“, d. h. Wald, abgeleitet wird. Das neue Wappen entstand nach der freiwilligen Eingliederung der Gemeinden Kühnham, Indling und des Marktes Hartkirchen nach den Entwürfen des Heimatpflegers Wilhelm Millauer. |

### Gemeindepartnerschaften
- : Metulla im Norden von Israel

## Kultur

### Bildung
In Pocking stehen eine Kinderkrippe, ein Kinderhort und sechs Kindergärten zur Verfügung. Sowohl in Pocking als auch in Hartkirchen gibt es jeweils eine Grundschule.
Die Mittelschule und das Wilhelm-Diess-Gymnasium ermöglichen sämtliche Schulabschlüsse.
Das sonderpädagogische Förderzentrum und die St.-Ulrich-Schule bieten auch lernschwachen und behinderten Kindern eine Ausbildung.
Für die Erwachsenenbildung ist die Volkshochschule in der Alten Schule untergebracht.

### Bauwerke

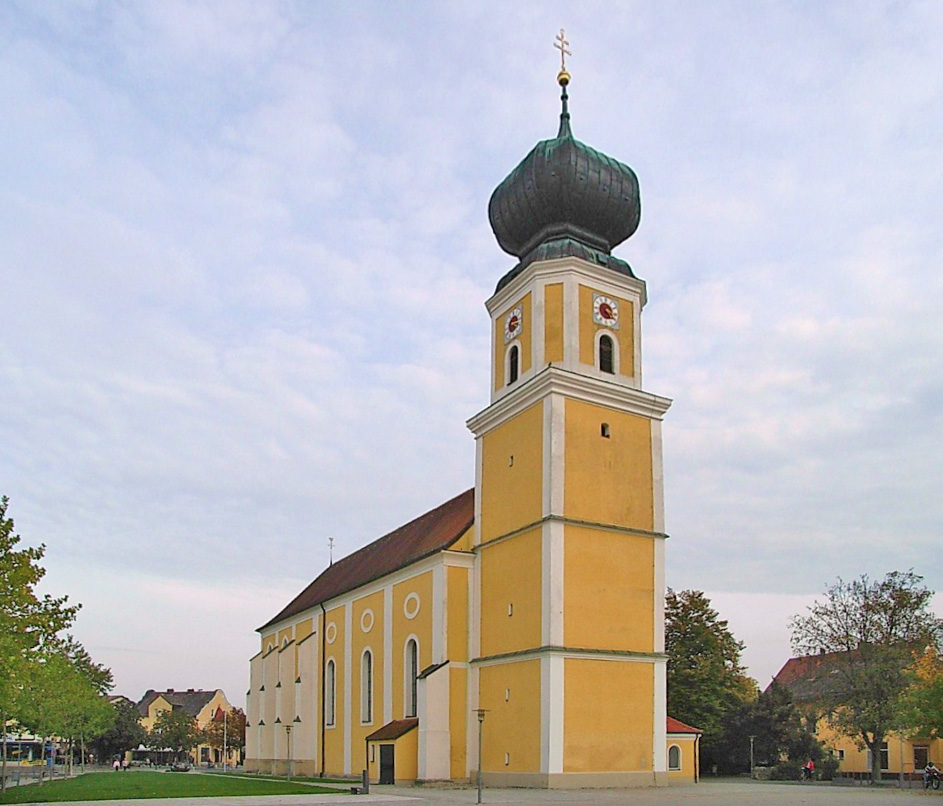
Die Pfarrkirche St. Ulrich

Die Pfarrkirche St. Ulrich beherrscht das Stadtbild mit ihrem schon von weitem erkennbarem barocken „Zwiebelturm“. Obwohl die Kirche von außen insgesamt einen barocken Eindruck hinterlässt, ist sie älteren Datums. Der Baubeginn der Kirche war 1478, was an den spätgotischen Teilen der Kirche erkennbar ist.
Die evangelische Kreuzkirche liegt versteckt in der Nähe des Friedhofs. Sie entstammt dem Notkapellen-Programm nach dem Zweiten Weltkrieg, wurde von Otto Bartning entworfen und steht unter Denkmalschutz.
Die 2004 neu gebaute Stadtbücherei Pocking ist mit einem aktuellen und umfassenden Buch- und Medienangebot ausgestattete öffentliche Bibliothek. Im Jahr 2006 konnte sie mehr als 20.000 Besucher begrüßen. Im archäologischen Museum Drehscheibe Pocking – Spuren der Geschichte wird die über 2000-jährige Geschichte der Stadt dokumentiert.

### Museen
Das Rottauer Museum für Fahrzeuge, Wehrtechnik und Zeitgeschichte befindet sich im Gemeindeteil Rottau.
Es stellt hauptsächlich militärische Dinge aus. Sie stammen aus der Zeit des Ersten Weltkriegs, des Zweiten Weltkriegs, der NVA und der Bundeswehr. Dazu gehören auch Fahrzeuge wie Personenkraftwagen, Motorräder, Traktoren und Militärfahrzeuge.

### Gedenkstätten

#### Ungarnfriedhof
Im Jahre 1953 stimmte das Bayerisches Staatsministerium des Innern der Absicht des Volksbundes Deutsche Kriegsgräberfürsorge zu, für alle auf südbayerischem Boden gefallene Ungarn eine zentrale ungarische Kriegstotenstätte zu schaffen. Für diese Gräber galten damals noch die Bestimmungen der Militärregierung. Ein Antrag auf Genehmigung der Aktion wurde beim Amerikanischen Generalkonsulat eingereicht.
Im November 1954 wurde diese Genehmigung erteilt. In Bayern stellte man 1500 Ungarngräber in 141 Gemeinden fest. Der Pockinger Gemeinderat, der dem Plan großes Verständnis entgegenbrachte, stellte am Ortsfriedhof ein besonders geeignetes 1.000 m² großes Gelände zur Verfügung. 1955 wurden die ersten Toten eingebettet und die Gräber gekennzeichnet. In den folgenden Jahren kamen Hunderte von ungarischen Kriegsopfern hinzu, die aus Behelfsgräbern geborgen wurden, wann immer die Umbettungsgruppe des Volksbundes in Orten zu tun hatte, wo solche Gräber waren. Schon fertige Anlagen, in denen der Bestand der Gräber gesichert erschien, wurden belassen. 1961 war die Aktion weitgehend beendet. In dem Ehrenhain fanden 747 Ungarn aus 115 Gemeinden die endgültige Ruhe. Von 107 Toten ist der Name nicht bekannt. 618 waren als Soldaten auf deutscher Seite gefallen. Aber auch 129 Zivilpersonen wurden geborgen, unter ihnen 32 Frauen und 56 Kinder.

#### KZ-Mahnmal
Direkt an der Bundesstraße 12 in Richtung München gelegen befindet sich ein 17 Meter hoher Obelisk mit einer gebrochenen Spitze, die das zerstörte Leben symbolisiert, als Mahnmal für mehr als 100 tote Häftlinge des KZ Flossenbürg-Außenlagers Waldstadt. Der nach 1945 an dieser Stelle errichtete KZ-Friedhof wurde 1957 aufgelöst und die Toten in ihre Heimat bzw. auf den Ehrenfriedhof von Flossenbürg überführt. Das Mahnmal gestaltete der ehemalige KZ-Häftling und Ingenieur A. Perkal.

### Sport
Überregionale Bekanntheit erreichen die Motorrad-Speedwayrennen des MSC Pocking im Rottalstadion, das über 20.000 Zuschauern Platz bietet. Der MSC Pocking war mehrere Jahre mit einer Mannschaft in der Speedway-Bundesliga vertreten. Seit den 80er Jahren auch WM-Läufe im Pockinger Rottalstadion: 1986 Best-Pairs WM-Finale, 1993 Speedway-Einzel-WM Finale, sowie 1996 und 1998 im Rahmen der Speedway-Einzelweltmeisterschaft der Speedway-WM Grand Prix von Deutschland. Zu den Höhepunkten gehören auch die Rennen und Länderkampfe alljährlich zu Ostern. Der MSC Pocking belegte bei den Deutschen Team-Meisterschaften 1982 und 1987 den dritten Platz. 1981 und 1987 war Pocking der Austragungsort von Deutschen Meisterschaften, an denen u. a. Egon Müller (Speedway-Weltmeister von 1983) für den MSC Pocking an den Start ging.

### Vereine
- Gartenbau- und Ortsverschönerungsverein Pocking[20]
- Wasserwacht Pocking[21]
- Unternehmerverein Pocking Aktiv[22]
- Tanzsportclub Pocking[23]
- Fitness Club Pocking[24]
- Motorsportclub Pocking[25]
- SV Pocking 1892[26]
- Feuerwehr Pocking[27]

## Wirtschaft und Infrastruktur
Einer der wichtigsten Wirtschaftszweige ist der Kiesabbau, wovon es aktuell vier Gruben gibt. Ein weiterer Wirtschaftsfaktor ist die Landwirtschaft. Neben diesen beiden Zweigen spielt der Einzelhandel eine bedeutende Rolle. Im Stadtgebiet gibt es 180 Gewerbebetriebe. Im Übrigen profitiert Pocking durch die Lage im niederbayerischen Bäderdreieck – Bad Füssing (Europas größtes Thermalbad) – Bad Griesbach – Bad Birnbach.

### Banken
Die Rottaler Raiffeisenbank ist eine Genossenschaftsbank mit Sitz in Pocking. Sie verfügt über ein Netz von 10 Geschäftsstellen.

### Verkehr

#### Öffentlicher Verkehr

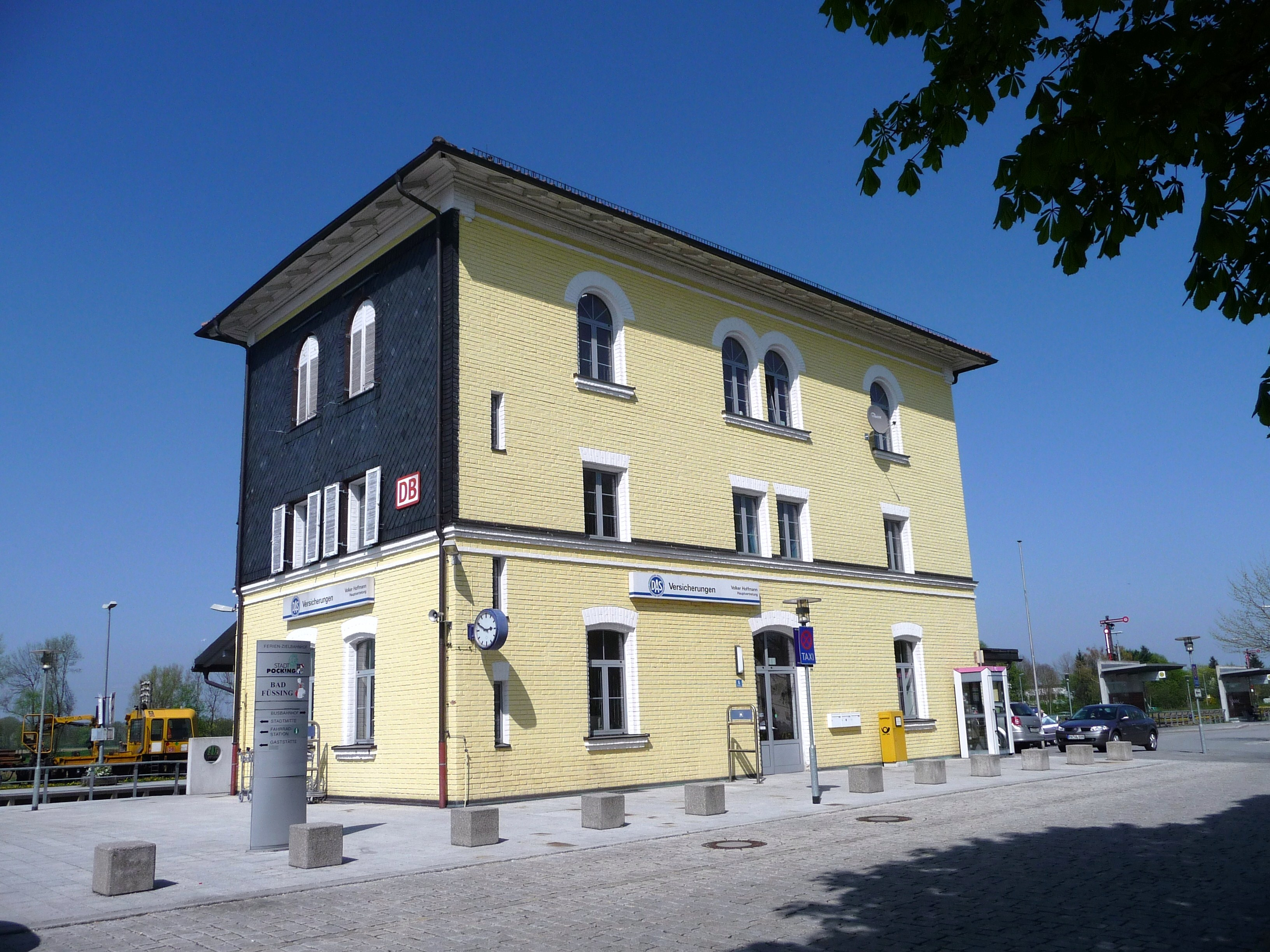
Der Bahnhof von Pocking

Am 1. September 1879 erhielt der Ort durch die Eröffnung der „Rottalbahn“ von Neumarkt-Sankt Veit über Eggenfelden und Pfarrkirchen nach Pocking Anschluss an das Eisenbahnnetz. 1888 wurde die Strecke um die Verbindung von Pocking nach Passau ergänzt. Am 29. Oktober 1910 wurde Pocking mit der Betriebsaufnahme der Bahnstrecke Simbach am Inn–Pocking zum Bahnknotenpunkt. Der Personenverkehr auf der Verbindung nach Simbach endete jedoch am 1. Juni 1969, Güterverkehr wurde noch etwa 30 Jahre bis Tutting angeboten. Mitte 2006 wurde die Bahnstrecke schließlich komplett aufgelöst und demontiert.
Die Bahnverbindung (Mühldorf –) Neumarkt-Sankt Veit – Pocking – Passau wird heute durch die Südostbayernbahn (Infrastruktur und Personenverkehr) sowie durch DB Cargo (Güterverkehr) betrieben.

#### Individualverkehr
Pocking ist über die Bundesautobahn 3 nach Norden sowie über die aus dieser hervorgehenden österreichischen Autobahn 8 nach Osten an das europäische Autobahnnetz angeschlossen (E 56), daneben existieren mit der Bundesstraße 388 und der Bundesstraße 12 zwei Verbindungen in Richtung München. Es ist geplant, die B 12 zur Bundesautobahn 94 auszubauen.

### Umwelt
Die Stadt betreibt eine Kläranlage – die Klärschlammtrocknung erfolgt durch Solarenergie.
Am 27. April 2006 wurde das bis dahin weltweit größte zusammenhängende, netzgekoppelte Solarkraftwerk der Welt eingeweiht. Es befindet sich auf dem ehemaligen Standortübungsplatz der Rottalkaserne südlich der geplanten BAB 94 nahe Kirchham. Die Anlage hat eine Leistungsspitze von 10 Megawatt aus 62.500 Fotovoltaikmodulen, die auf 36 Hektar verteilt sind. Die Baukosten betrugen 40 Mio. Euro. Mit dieser Anlage können 3300 Einfamilienhäuser mit Strom versorgt werden.

## Persönlichkeiten

### Söhne und Töchter der Stadt
- Mechtilde Lichnowsky (1879–1958), Schriftstellerin
- Gottfried Riccabona (1879–1964), Jurist
- Siegfried Pöhlmann (1923–2000), Landtagsabgeordneter
- Walter Ludwig Bühl (1934–2007), Soziologe und Hochschullehrer
- Hanns Meilhamer (* 1951), Liedermacher und Kabarettist – Herbert von Herbert und Schnipsi
- Margit Orlogi (* 1958), Künstlerin
- Stefan Ravasz (* vor 1984), Tontechniker
- Michael Ammermüller (* 1986), Rennfahrer

### Ehrenbürger
- Johann Kirschner (* 1913, † 1998), Altbürgermeister des Marktes Hartkirchen[29]
- Schwester Brigitta Off (* 1909, † 2000), Leitung des Klosterkindergarten in der Zeit von 1945 bis 1986[29]
- Franz Krah sen.  (* 1920, † 2015), Bürgermeister von 1967 bis 1990[29]
- Hans Lang  (* 1926, † 2020), Stadtpfarrer in Pocking von 1972 bis 2000[29]
- Josef Jakob  (* 1944), Bürgermeister von 1990 bis 2008[29]